# کوین مارتین (ورزشکار)
کوین مارتین  (انگلیسی: Kevin Martin؛ زادهٔ ۳۱ ژوئیهٔ ۱۹۶۶) ورزشکار کرلینگ اهل کانادا است.